# Felix Leinen

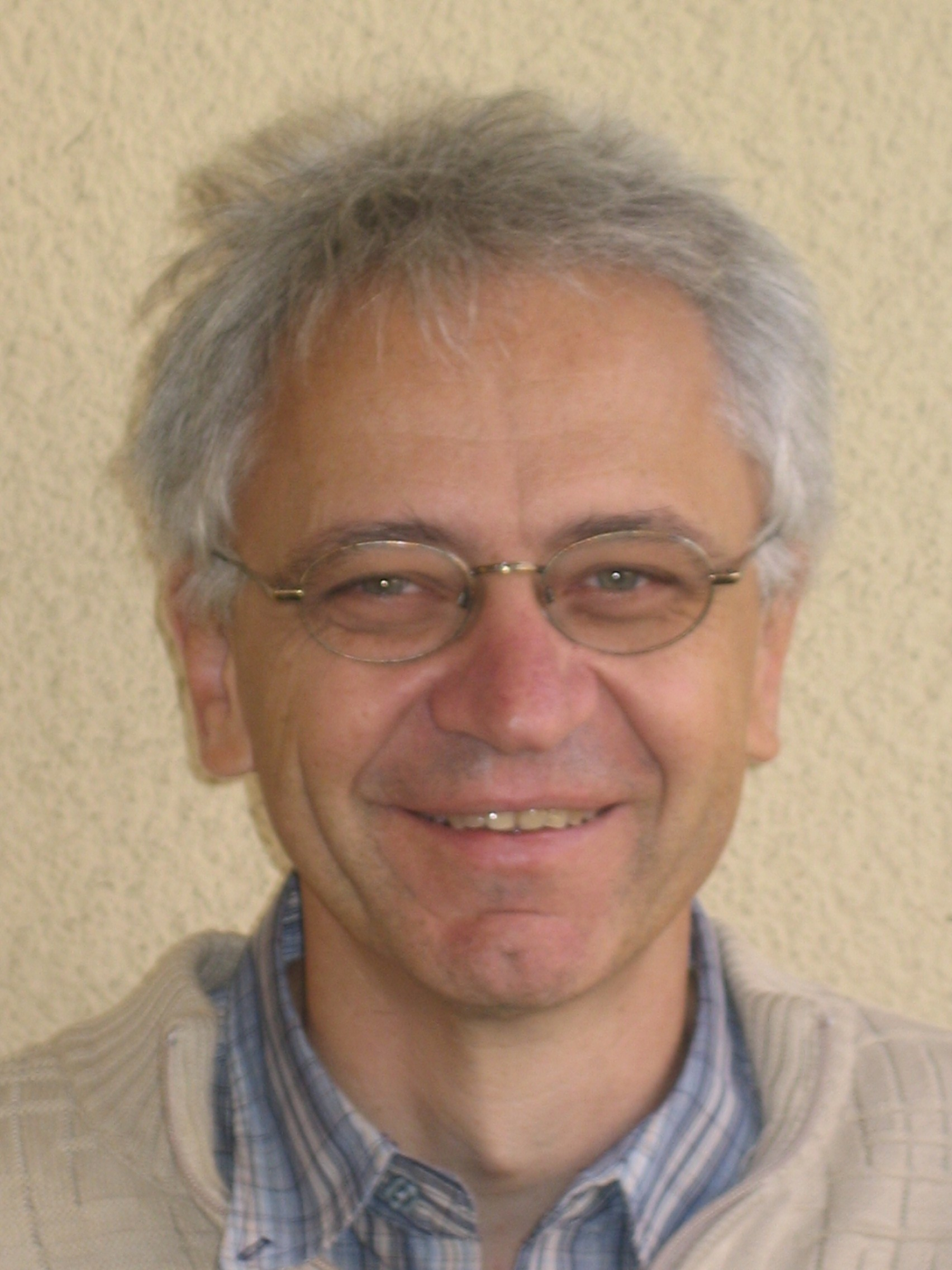
Felix Leinen

Felix Leinen (* 15. Mai 1957 in Wiesbaden) ist ein deutscher Professor, Diplom-Mathematiker und Politiker (ÖDP).

## Familie und beruflicher Werdegang
Leinen studierte von 1976 bis 1982 Mathematik mit Nebenfach Physik. Die Promotion zum Dr. rer. nat. erfolgte 1984 an der Albert-Ludwigs-Universität Freiburg im Breisgau. Seit 1985 arbeitet er an der Universität Mainz. Leinen ist außerplanmäßiger Professor an der Johannes Gutenberg-Universität Mainz. Zwischenzeitlich hatte er mehrere berufliche Auslandsaufenthalte in England, Italien und den USA.
Nebenbei war er von 1974 bis 1984 Helfer beim Technischen Hilfswerk. Leinen ist verheiratet und hat vier Kinder.

## Politische Karriere
In den späteren 1990er Jahren war er in einer Bürgerinitiative aktiv, die gegen die Umwandlung der in der Stadt Mainz gelegenen Laubenheimer Höhe (→ Mainz-Laubenheim) in einen Steinbruch kämpfte. 1999 trat er außerdem der ÖDP bei, deren stellvertretender Bundesvorsitzender er von 2008 bis 2010 war. Er leitet den Bundesarbeitskreis Bildungspolitik der ÖDP. Leinen ist Schatzmeister der rheinland-pfälzischen ÖDP und Vorsitzender des ÖDP-Ortsverbands Mainz-Hechtsheim. Bei der Kommunalwahl von 2009 gelang ihm der Einzug in den Mainzer Stadtrat, und er behielt sein Mandat in der folgenden Kommunalwahl 2014.